# 塞尼卡福爾斯 (紐約州)
塞尼卡福爾斯（英語：Seneca Falls）是一個位於美國紐約州塞尼卡縣的鎮。

## 人口
根據2020年美國人口普查的數據，塞尼卡福爾斯的面積為71.12平方千米，當中陸地面積為62.72平方千米，而水域面積為8.40平方千米。當地共有人口9027人，而人口密度為每平方千米127人。